# SC Energija
SC Energija és un equip lituà d'hoquei sobre gel que juga en la lliga lituana d'hoquei. La seva seu es troba al Palau de Gel d'Elektrėnai.

## Història
L'equip va ser fundat el 1991, i va guanyar ràpidament els primers quatre campionats de la Lliga Lituana d'Hoquei, no va patir cap derrota en les seves quatre primeres temporades.
Energija es va unir a la nova Lliga Europea d'Hoquei de l'Est (EEHL) per a la temporada 1995-1996, i va tenir moltes dificultats, guanyant només 6 dels seus 28 partits en la seva primera temporada. La seva millor posició va ser arribar a segon en el Grup B a la temporada 2002-2003. A més de la EEHL, se'ls va donar un lloc automàtic a la final de la Lliga Lituana d'hoquei, que van guanyar el títol el 1996, 1997, 1997, 1999, 2001, i 2003. Energija es va retirar de la Lliga Europea d'Hoquei de l'Est després de la temporada 2002-03.
Es van unir a la Lliga Letona d'Hoquei per a la temporada 2003-04, i van acabar amb un rècord de 10-9-3, i van perdre en les semifinales. Nunca han aconseguit més enllà dels quarts de final des de llavors. L'equip SC Energija segueix dominant la Lliga lituana, va guanyar el 2004, 2005, 2006, 2007, 2008, 2009 i 2011. Han guanyat 17 dels 20 campionats de Lituània. La seva única derrota final va ser en la temporada 2001-02, 9-6 en Garsu Pasaulis Vílnius.

## Resultats
| - 2003/04: 4a plaça - 2004/05: 6a plaça - 2005/06: 7a plaça - 2006/07: 6a plaça - 2007/08: 7a plaça | - 1992: 1a plaça - 1993: 1a plaça - 1994: 1a plaça - 1995: 1a plaça - 1996: 1a plaça - 1997: 1a plaça - 1998: 1a plaça - 1999: 1a plaça - 2000: 2a plaça - 2001: 1a plaça | - 2002: 2a plaça - 2003: 1a plaça - 2004: 1a plaça - 2005: 1a plaça - 2006: 1a plaça - 2007: 1a plaça - 2008: 1a plaça - 2009: 1a plaça - 2011: 1a plaça - 2012: 1a plaça - 2013: 1a plaça |